# Castello di Strambino
Il castello di Strambino è un antico castello situato a Strambino in Piemonte.

## Storia
Il castello viene menzionato per la prima volta sotto il nome di Castrum Strambini in un documento del XII secolo; all'epoca esso dipendeva molto probabilmente dal vescovo di Ivrea. La struttura subì numerose modificazioni e vari rimaneggiamenti nel corso dei secoli. Il castello, divenuto proprietà allodiale dei conti San Martino nel 1797, venne lasciato in eredità a Don Bosco e quindi acquistato dal marchese Scarampi di Villanova nel 1870.

## Descrizione
Il complesso è composto da vari corpi di fabbrica risalenti ad epoche differenti. Il nucleo più antico è rappresentato dal cosiddetto castello arduinico (XI secolo), l'espansione verso sud corrisponde al castello gotico (XV secolo), mentre il palazzo costruito ulteriormente a sud del castello gotico sugli spalti dell’antica fortezza costituisce il castello signorile (XVII secolo).

## Galleria d'immagini

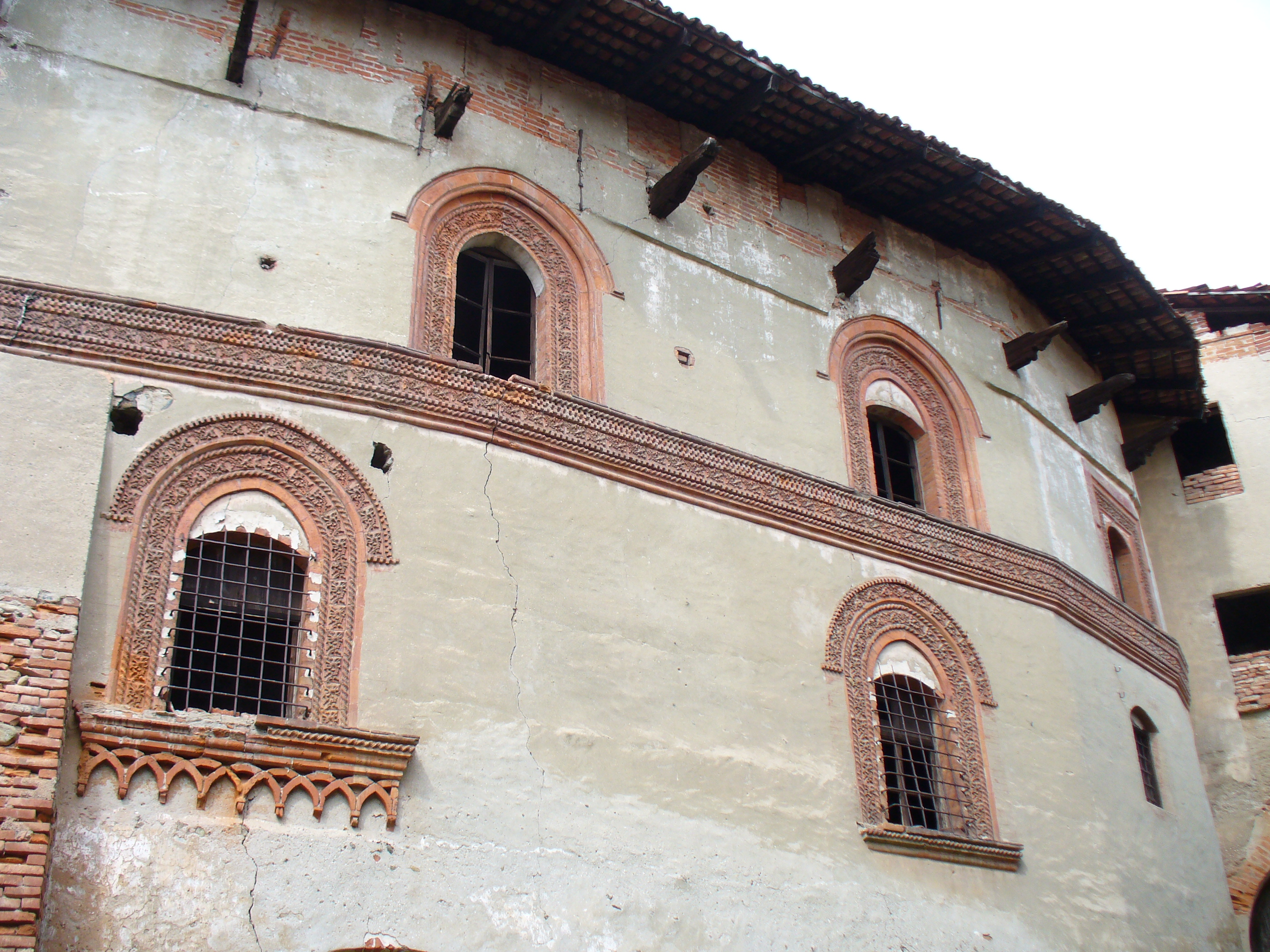
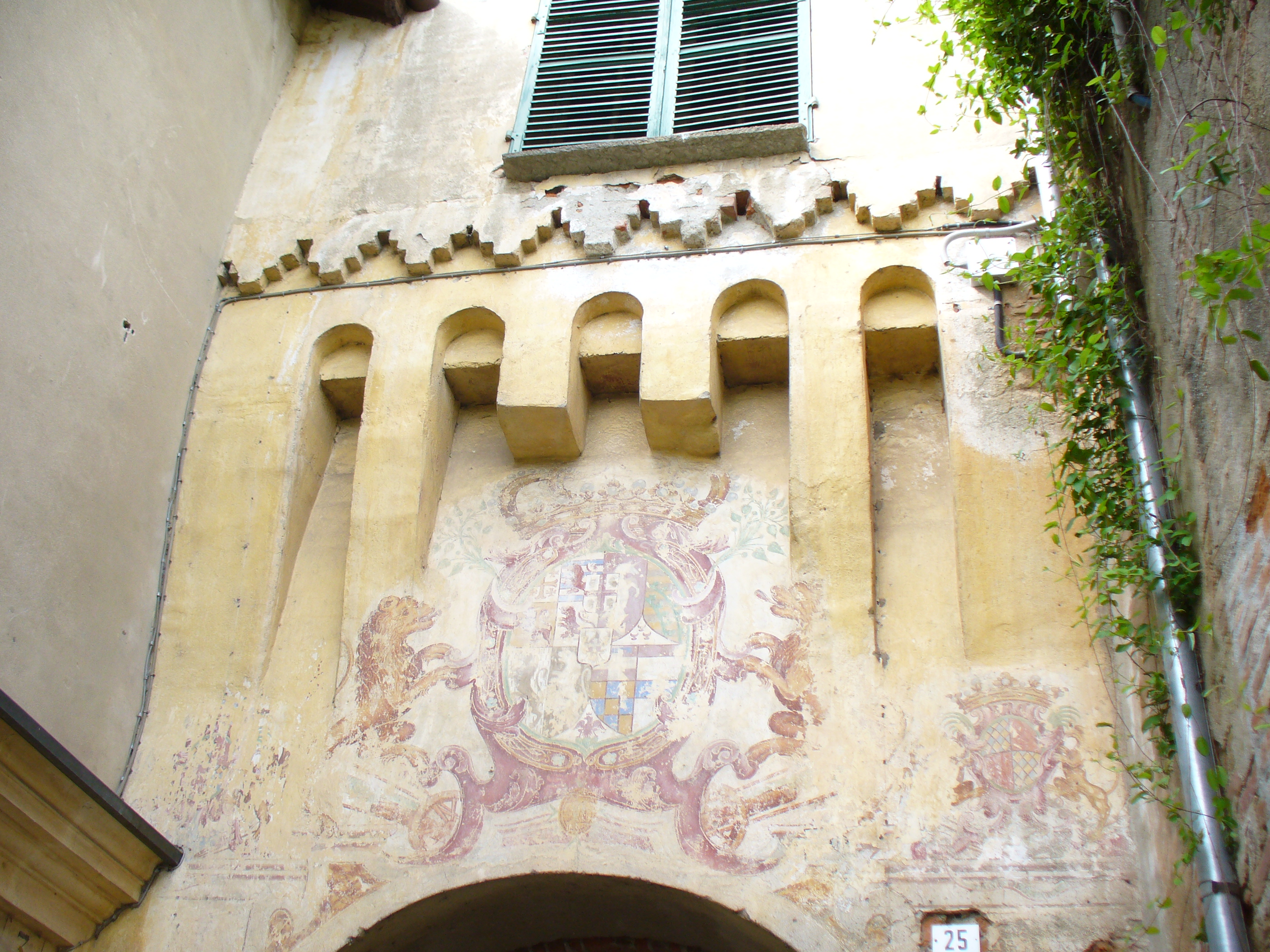
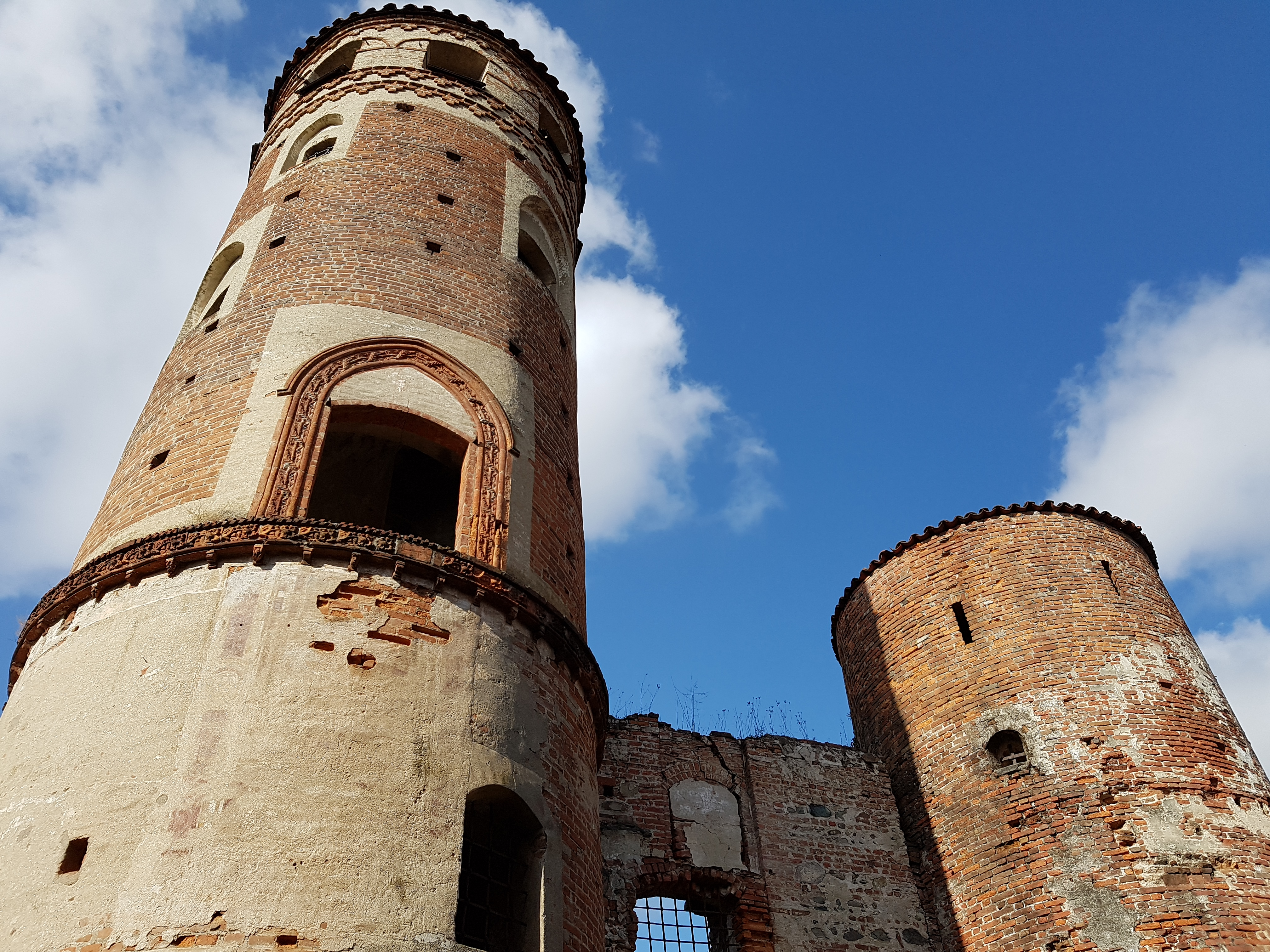